# 마르타반만

마르타반만(Gulf of Martaban)은 미얀마 남부의 안다만해에 있는 만이다. 만의 이름은 항구 도시 모따만(예전 이름은 마르타반)에서 유래한다. 시타웅강과 땅륀강이 이곳으로 흘러든다. 마르타반만의 지리적 특성은 조수가 강하다는 것이다. 만 서쪽의 '코끼리의 코' 부분의 최고 조류의 높이는 4~7m에 달한다.